# Мануйловский сельский совет (Приморский район)
Мануйловский сельский совет (укр. Мануйлівська сільська рада) — входит в состав
Приморского района
Запорожской области
Украины.
Административный центр сельского совета находится в 
с. Мануйловка.

## История
- 1861 — дата образования.

## Населённые пункты совета
- с. Мануйловка
- с. Калиновка
- с. Петровка